# Ben Kantarovski
Benjamin „Ben“ Kantarovski (* 20. Januar 1992 in Newcastle) ist ein ehemaliger australischer Fußballspieler, der 2022 nach über 14 Jahren bei den Newcastle United Jets seine Karriere beendete.

## Karriere
Kantarovski unterschrieb im Januar 2008 noch 15-jährig erstmals einen Vertrag bei den Newcastle United Jets und war damit der jüngste Spieler in der Geschichte der A-League, der mit einem Profivertrag ausgestattet wurde. Sein Ligadebüt gab er am 15. August 2008 im Alter von 16 Jahren gegen die Central Coast Mariners und stellte mit diesem Einsatz ebenfalls einen Altersrekord als jüngster Ligaspieler auf; der aber bereits im Januar 2009 von seinem Mannschaftskameraden James Virgili gebrochen wurde. Bis Kantarovski 18 Jahre alt wurde, absolvierte er schon 44 Spiele in der australischen A-League. Erst in der Saison 2023/24 wurde dieser Rekord von Nestory Irankunda gebrochen.
Am Saisonende 2008/09 wurde Kantarovski vereinsintern als Spieler des Jahres ausgezeichnet und das, obwohl er 2008 als einziger Spieler für Australien sowohl an der U-16-Asienmeisterschaft als auch an der U-19-Asienmeisterschaft teilnahm und dadurch zwei Monate nicht für Ligaspiele verfügbar war. Für die U-16 erzielte er beim Erreichen des Viertelfinals zwei Treffer, bei der U-19 kam er zu insgesamt zwei Einsätzen beim Einzug ins Halbfinale. In beiden Turnieren scheiterte das australische Team an den Auswahlen der Vereinigten Arabischen Emirate.
Im Frühjahr 2009 wurde er von Nationaltrainer Pim Verbeek erstmals in das Trainingslager der australischen A-Nationalmannschaft eingeladen, stand in der anschließenden Partie gegen Kuwait aber nicht im 18-köpfigen Aufgebot. Kantarovski, der aufgrund einer doppelten Staatsbürgerschaft auch für die damalige Republik Mazedonien hätte spielen können, stand am 3. März 2010 beim Heimspiel gegen Indonesien das einzige Mal im Kader der Socceroos, spielte letztlich im Herrenbereich aber nie in der Nationalmannschaft.
Zum Ende der Saison 2021/2022 beendete Kantarovski seine Karriere bei den Newcastle United Jets. Obwohl Kantarowski sogar einmal das Interesse des FC Bayern München geweckt haben soll, spielte er im Herrenbereich nur für diesen einen Verein.